# Radioreklam

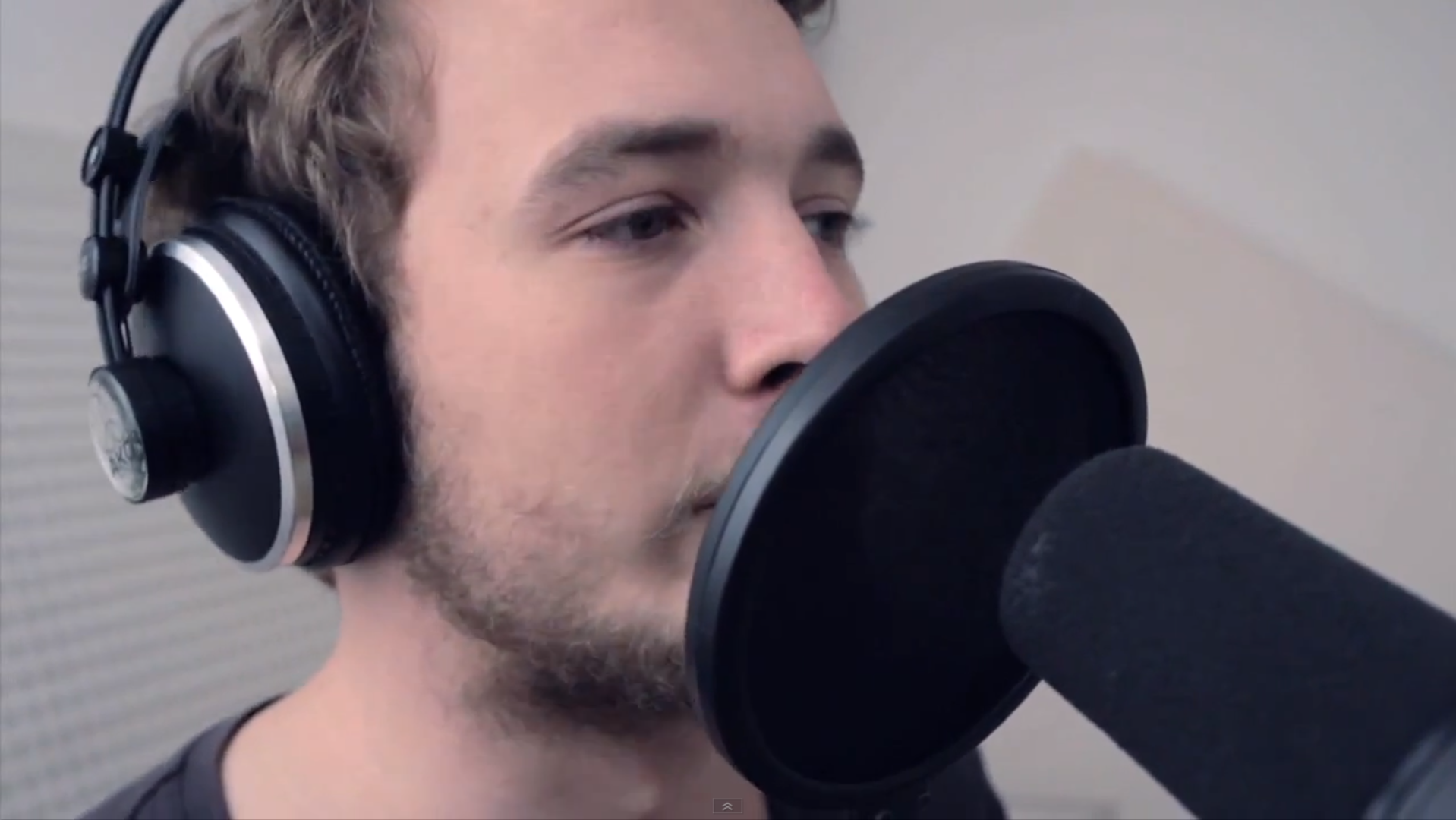
Inspelning av radioreklam

Radioreklam är en form av ljudreklam, som utgörs av kommersiella ljudmeddelanden. Den förekommer i kommersiell radio. Ett enskilt radioreklaminslag kallas en spot.
Som världshistoriens första radioreklam räknas ett inslag som sändes 1922 i WEAF i New York för Queensboro, ett fastighetsbolag.
Under radions guldålder förekom också att annonsörer sponsrade långa program. På så sätt skapades begreppet såpopera, soap opera, för dramaserier med reklam för rengöringsartiklar.
Reklamavbrott sker ofta i ett radioprogram eller mellan olika låtar. 
Svensk radioreklam fick sin början i december 1958, då 22-årige Nils-Eric Svensson startade Skånes Radio Mercur i Landskrona. Sändningarna skedde från en båt på internationellt vatten i Öresund. Eftersom Sveriges Radio hade monopol på radioutsändningar i Sverige, och radioreklam var förbjuden, kallades Skånes Radio Mercur "piratradio". Trots försök att stoppa utsändningarna kunde radion fortsätta verksamheten . Radiolagen rörde nämligen utsändningar i Sverige, inte till Sverige från internationellt vatten. Skånes Radio Mercur ändrade namn till Radio Syd 1962 och fortsatte sända till 1966. 